# Takhatpur
Takhatpur är en ort i Indien.   Den ligger i distriktet Bilāspur och delstaten Chhattisgarh, i den centrala delen av landet, 900 km sydost om huvudstaden New Delhi. Takhatpur ligger 269 meter över havet och antalet invånare är 17 859.
Terrängen runt Takhatpur är mycket platt. Runt Takhatpur är det tätbefolkat, med 297 invånare per kvadratkilometer. Det finns inga andra samhällen i närheten. Omgivningarna runt Takhatpur är en mosaik av jordbruksmark och naturlig växtlighet.